# 尖洲

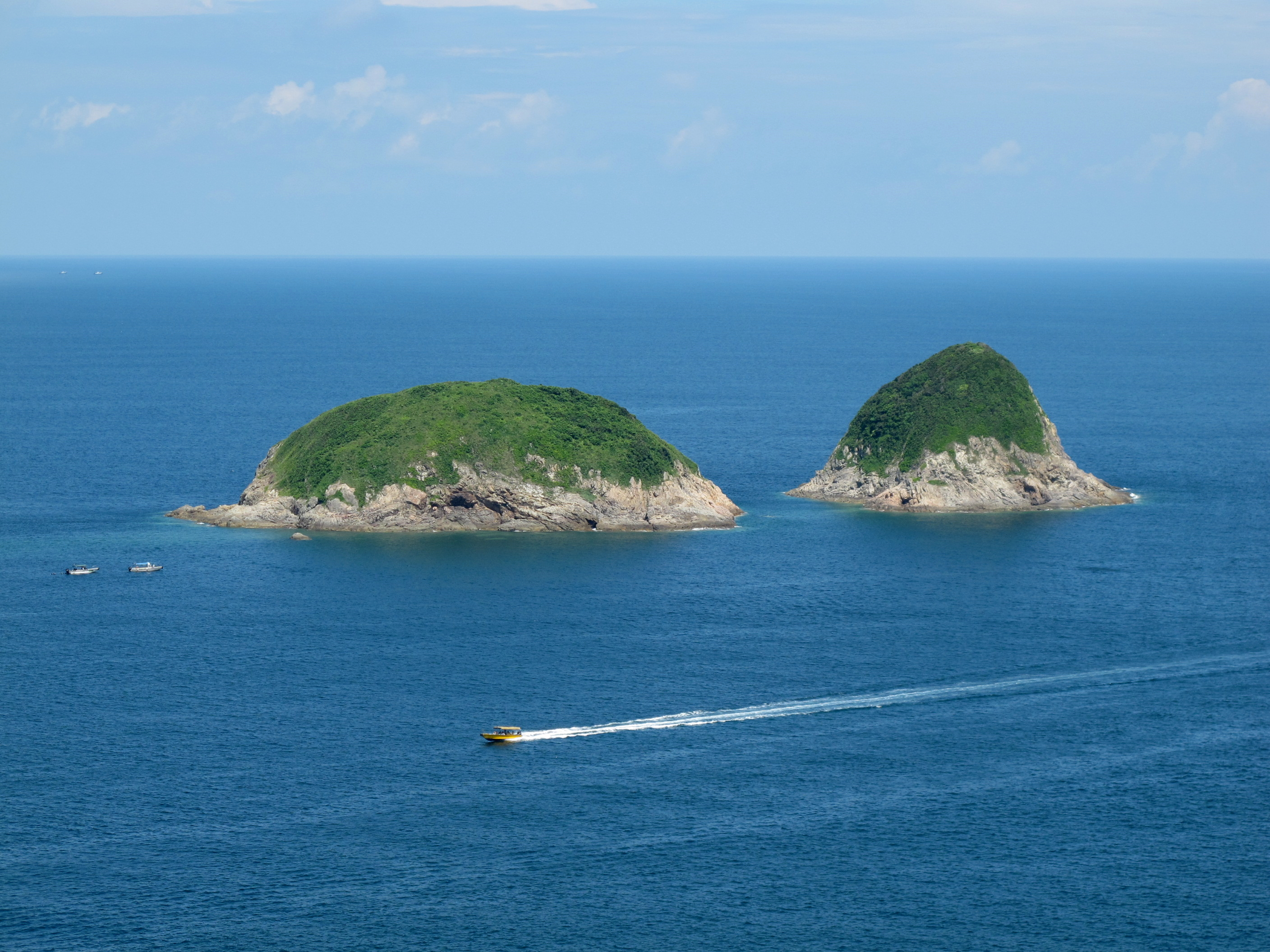
大洲（左）與尖洲（右）

尖洲（英語：Tsim Chau）是香港一個島嶼，位於新界西貢區西貢半島之東，大浪灣之內，與大洲為鄰，並與鹹田灣、望魚角及西灣隔海相望。